# Philippe Bron
Philippe Bron (ur. 1 czerwca 1958) – francuski narciarz, specjalista narciarstwa dowolnego. Zajął 15. miejsce w jeździe po muldach podczas mistrzostw świata w Tignes. Nigdy nie startował na igrzyskach olimpijskich. Najlepsze wyniki w Pucharze Świata osiągnął w sezonie 1984/1985, kiedy to zajął 11. miejsce w klasyfikacji generalnej, a w klasyfikacji jazdy po muldach był pierwszy. W sezonie 1983/1984 również wywalczył małą kryształową kulę w klasyfikacji jazdy po muldach.
W 1988 zakończył karierę.

## Sukcesy

### Mistrzostwa świata
| Miejsce | Dzień    | Rok  | Miejscowość | Konkurencja      | Zwycięzca    |
| ------- | -------- | ---- | ----------- | ---------------- | ------------ |
| 15.     | 2 lutego | 1986 | Tignes      | Jazda po muldach | Éric Berthon |

### Puchar Świata

#### Miejsca w klasyfikacji generalnej
- 1981/1982 – 75.
- 1982/1983 – 33.
- 1983/1984 – 16.
- 1984/1985 – 11.
- 1985/1986 – 53.
- 1986/1987 – 48.
- 1987/1988 – 56.

#### Miejsca na podium
1. Tignes – 24 marca 1982 (Jazda po muldach) – 2. miejsce
2. Stoneham – 13 stycznia 1984 (Jazda po muldach) – 1. miejsce
3. Breckenridge – 20 stycznia 1984 (Jazda po muldach) – 3. miejsce
4. Göstling – 27 lutego 1984 (Jazda po muldach) – 3. miejsce
5. Campitello Matese – 8 marca 1984 (Jazda po muldach) – 3. miejsce
6. Sälen – 21 marca 1984 (Jazda po muldach) – 2. miejsce
7. Sälen – 24 marca 1985 (Jazda po muldach) – 3. miejsce
8. Tignes – 28 marca 1984 (Jazda po muldach) – 2. miejsce
9. Tignes – 12 grudnia 1984 (Jazda po muldach) – 1. miejsce
10. Mont Gabriel – 11 stycznia 1985 (Jazda po muldach) – 1. miejsce
11. Breckenridge – 26 stycznia 1985 (Jazda po muldach) – 2. miejsce
12. Pila – 12 marca 1985 (Jazda po muldach) – 2. miejsce
13. La Clusaz – 16 marca 1985 (Jazda po muldach) – 2. miejsce

- W sumie 3 zwycięstwa, 6 drugich i 4 trzecie miejsca.